# Q-Tip (rappeur)
Pour les articles homonymes, voir Q-Tip.
Q-Tip, de son nom de naissance Jonathan Davis et de son nom musulman Kamaal Ibn John Fareed, né le 10 avril 1970 dans le Queens, New York, est un rappeur, producteur de musique et acteur américain. Il est principalement connu pour avoir été le meneur du groupe A Tribe Called Quest. Le « Q » dans son pseudonyme est une référence au Queens, district de New York. Il se définit souvent comme « Kamaal The Abstract » (Kamaal le poète abstrait). En 2012, il est classé 20e par le magazine The Source sur sa liste 50 meilleurs paroliers de tous les temps.
Q-Tip mène également une carrière d'acteur, apparaissant dans des films tels que le Poetic Justice ou She Hate Me.  En 2009, il rappe en duo avec Prince sur le single Chocolate Box, extrait de l'album Lotusflower et participe également au clip associé.

## Biographie

### Jeunesse et débuts
Né Jonathan Davis le 10 avril 1970 à Harlem, Davis se convertit à l'Islam au milieu des années 1990, et change de nom pour Kamaal Ibn John Fareed. Enfant, il emménage à St. Albans, dans le Queens. Son père est originaire de Montserrat, un territoire britannique situé à l'Est des Caraïbes. Sa mère est afro-américaine originaire d'Alabama. Sa sœur, Gwen, est de huit ans son aînée. Il est le cousin du rappeur Consequence. Ses ancêtres sont principalement originaires de l'actuelle Guinée-Bissau et appartenaient à l'ethnie diola. Jeune, il étudie à la Murry Bergtraum High School de Manhattan, New York. Selon Fareed, son nom s'inspire d'Afrika Baby Bam des Jungle Brothers.

### Carrière
Près de quinze ans de militantisme pour le hip-hop conduisent Q-Tip et son groupe d'influence jazz rap, A Tribe Called Quest, à être considéré par beaucoup comme l'un des meilleurs et des plus novateurs des groupes de l'histoire de ce mouvement.
Parallèlement à sa carrière de rappeur, Q-Tip est également producteur, sous le pseudonyme de The Abstract ou en compagnie de The Ummah aux côtés d'Ali Shaheed Muhammad, DJ de A Tribe Called Quest, et de l'ancien membre de Slum Village, J Dilla) pour des artistes tels que Nas (One Love, Illmatic, 1994), Mobb Deep (Give Up the Goods (Just Step), Temperature's Rising, Drink Away the Pain, The Infamous, 1995) et même pour les chanteuses Mariah Carey (Honey, Butterfly, 1997) et Whitney Houston (Fine, Whitney: The Greatest Hits, 2000). 
Q-Tip fait également de nombreuses apparitions sur des albums d'autres artistes, y compris sur des chansons de Nas, Mobb Deep, Janet Jackson, Missy Elliott, The Roots, Busta Rhymes, Mos Def, Kanye West, De La Soul, Big Daddy Kane, Black Eyed Peas, DJ Shadow, Raphael Saadiq, The Chemical Brothers, R.E.M., Deee-Lite, Mark Ronson, Jungle Brothers, Large Professor  et les Beastie Boys. Plus surprenant, car toujours dans l'esprit de vouloir repousser les barrières des différents styles musicaux, il collabore avec le groupe de nu metal Korn sur le morceau intitulé End of Time.
Après la séparation du groupe A Tribe Called Quest en 1998, officiellement pour « divergences musicales », Q-Tip entame une carrière solo. Pour ses premiers singles personnels, Vivrant Thing et Breathe and Stop, la rupture avec le « style ATCQ » est flagrante et déstabilise de nombreux fans. Il en va de même pour son premier album solo chez Arista Records, Amplified. Son deuxième album, Kamaal the Abstract, prévu pour le 23 avril 2002, bien qu'ayant reçu une bonne critique, ne fut finalement pas commercialisé car son label ne le trouvait pas assez commercial.  Son deuxième album solo, The Renaissance, sort le 4 novembre 2008, jour de l'élection de Barack Obama (pour lequel est destiné le morceau Shaka) à la présidence des États-Unis. Il apparaît dans plusieurs clips des Beastie Boys. L'album est nommé dans la catégorie « meilleur album de rap » aux Grammy Awards de 2010. Il annonce ensuite son quatrième album The Last Zulu. 
Q-Tip participe à la production de l'album My Beautiful Dark Twisted Fantasy de Kanye West. Il produit l'album uknowhatimsayin? de Danny Brown, sorti en octobre 2019.

## Discographie

### Albums studio
- 1999 : Amplified
- 2008 : The Renaissance
- 2009 : Kamaal the Abstract

### Mixtape
- 2005 : Open

### Albums collaboratifs
- 1990 : People's Instinctive Travels and the Paths of Rhythm (avec A Tribe Called Quest)
- 1991 : The Low End Theory (avec A Tribe Called Quest)
- 1992 : Revised Quest for the Seasoned Traveller  (avec A Tribe Called Quest)
- 1993 : Midnight Marauders (avec A Tribe Called Quest)
- 1996 : Beats, Rhymes and Life (avec A Tribe Called Quest)
- 1998 : The Love Movement (avec A Tribe Called Quest)
- 2016 : We Got It from Here... Thank You 4 Your Service (avec A Tribe Called Quest)

## Filmographie
- 1993 : Poetic Justice : Markell
- 2000 : Disappearing Acts : Reg Baptiste
- 2001 : Prison Song : Elijah Butler
- 2004 : She Hate Me : Vada Huff
- 2008 : Cadillac Records : artiste de hip-hop
- 2010 : Jewish Connection : Ephraim